# Hemitrachyleberis marginoaberrans
Hemitrachyleberis marginoaberrans is een mosselkreeftjessoort uit de familie van de Trachyleberididae. De wetenschappelijke naam van de soort is voor het eerst geldig gepubliceerd in 1974 door Hartmann.